# Folger (udde)
Folger är en udde i Antarktis. Den ligger i Östantarktis. Australien gör anspråk på området.
Terrängen inåt land är varierad. Havet är nära Folger åt nordväst.  Trakten är glest befolkad. Närmaste befolkade plats är Casey Station, 19,4 kilometer sydväst om Folger. 